# Probethylus schwarzi
Probethylus schwarzi är en stekelart som beskrevs av William Harris Ashmead. Probethylus schwarzi ingår i släktet Probethylus och familjen Sclerogibbidae. Inga underarter finns listade i Catalogue of Life.